# Olympische Winterspiele 2006/Snowboard – Snowboardcross (Frauen)
Der Snowboardcross-Wettbewerb der Frauen bei den Olympischen Winterspielen 2006 in Turin wurde am 17. Februar 2006 in der Wintersportstation Melezet ausgetragen. Erstmals war Snowboardcross Teil des olympischen Wettkampfprogrammes. Erste Olympiasiegerin wurde die Schweizerin Tanja Frieden, vor Lindsey Jacobellis aus den Vereinigten Staaten und der Kanadierin Dominique Maltais.

## Ergebnisse

### Platzierungsrunde
| Rang | Athletin             | Land               | 1. Lauf | 2. Lauf | Bester Lauf | Anmerkung |
| ---- | -------------------- | ------------------ | ------- | ------- | ----------- | --------- |
| 1    | Maëlle Ricker        | Kanada             | 1:28,99 | 1:27,85 | 1:27,85     | Q         |
| 2    | Dominique Maltais    | Kanada             | 1:33,03 | 1:29,33 | 1:29,33     | Q         |
| 3    | Lindsey Jacobellis   | Vereinigte Staaten | 1:30,89 | 1:29,51 | 1:29,51     | Q         |
| 4    | Tanja Frieden        | Schweiz            | 1:30,76 | 1:29,77 | 1:29,77     | Q         |
| 5    | Maria Danielsson     | Schweden           | 1:30,01 | 2:06,56 | 1:30,01     | Q         |
| 6    | Isabel Clark Ribeiro | Brasilien          | 1:30,12 | 1:31,49 | 1:30,12     | Q         |
| 7    | Olivia Nobs          | Schweiz            | 1:32,02 | 1:30,44 | 1:30,44     | Q         |
| 8    | Marie Laissus        | Frankreich         | 1:30,46 | 1:30,99 | 1:30,46     | Q         |
| 9    | Déborah Anthonioz    | Frankreich         | 1:31,22 | 1:30,89 | 1:30,89     | Q         |
| 10   | Doresia Krings       | Österreich         | 1:45,53 | 1:30,90 | 1:30,90     | Q         |
| 11   | Karine Ruby          | Frankreich         | 1:42,51 | 1:31,03 | 1:31,03     | Q         |
| 12   | Zoe Gillings         | Großbritannien     | 1:46,71 | 1:31,93 | 1:31,93     | Q         |
| 13   | Katharina Himmler    | Deutschland        | 1:32,15 | 1:33,89 | 1:32,15     | Q         |
| 14   | Mellie Francon       | Schweiz            | 1:32,31 | 1:32,30 | 1:32,30     | Q         |
| 15   | Yuka Fujimori        | Japan              | 1:32,46 | 1:32,63 | 1:32,46     | Q         |
| 16   | Doris Günther        | Österreich         | 1:32,58 | DNF     | 1:32,58     | Q         |
| 17   | Erin Simmons         | Kanada             | 1:33,24 | 1:32,74 | 1:32,74     |           |
| 18   | Carmen Ranigler      | Italien            | DNF     | 1:32,91 | 1:32,91     |           |
| 19   | Dominique Vallée     | Kanada             | 1:34,76 | 1:33,57 | 1:33,57     |           |
| 20   | Juliane Bray         | Neuseeland         | 1:34,45 | 1:39,81 | 1:34,45     |           |
| 21   | Emily Thomas         | Australien         | 1:37,69 | 1:34,57 | 1:34,57     |           |
| 22   | Alexandra Schekowa   | Bulgarien          | 1:36,13 | 1:35,50 | 1:35,50     |           |
| 23   | Julie Pomagalski     | Frankreich         | 1:36,32 | DSQ     | 1:36,32     |           |

### Viertelfinale

#### Lauf 1
| Rang | Athletin          | Land       | Anmerkung |
| ---- | ----------------- | ---------- | --------- |
| 1    | Maëlle Ricker     | Kanada     | Q         |
| 2    | Marie Laissus     | Frankreich | Q         |
| 3    | Déborah Anthonioz | Frankreich | C-Finale  |
| 4    | Doris Günther     | Österreich | D-Finale  |

#### Lauf 2
| Rang | Athletin          | Land           | Anmerkung |
| ---- | ----------------- | -------------- | --------- |
| 1    | Tanja Frieden     | Schweiz        | Q         |
| 2    | Maria Danielsson  | Schweden       | Q         |
| 3    | Katharina Himmler | Deutschland    | C-Finale  |
| 4    | Zoe Gillings      | Großbritannien | D-Finale  |

#### Lauf 3
| Rang | Athletin             | Land               | Anmerkung |
| ---- | -------------------- | ------------------ | --------- |
| 1    | Mellie Francon       | Schweiz            | Q         |
| 2    | Lindsey Jacobellis   | Vereinigte Staaten | Q         |
| 3    | Isabel Clark Ribeiro | Brasilien          | C-Finale  |
| 4    | Karine Ruby          | Frankreich         | D-Finale  |

#### Lauf 4
| Rang | Athletin          | Land       | Anmerkung |
| ---- | ----------------- | ---------- | --------- |
| 1    | Dominique Maltais | Kanada     | Q         |
| 2    | Yuka Fujimori     | Japan      | Q         |
| 3    | Olivia Nobs       | Schweiz    | C-Finale  |
| 4    | Doresia Krings    | Österreich | D-Finale  |

### Halbfinale

#### Lauf 1
| Rang | Athletin         | Land       | Anmerkung |
| ---- | ---------------- | ---------- | --------- |
| 1    | Maëlle Ricker    | Kanada     | Q         |
| 2    | Tanja Frieden    | Schweiz    | Q         |
| 3    | Marie Laissus    | Frankreich | B-Finale  |
| 4    | Maria Danielsson | Schweden   | B-Finale  |

#### Lauf 2
| Rang | Athletin           | Land               | Anmerkung |
| ---- | ------------------ | ------------------ | --------- |
| 1    | Lindsey Jacobellis | Vereinigte Staaten | Q         |
| 2    | Dominique Maltais  | Kanada             | Q         |
| 3    | Mellie Francon     | Schweiz            | B-Finale  |
| 4    | Yuka Fujimori      | Japan              | B-Finale  |

### Finalläufe

#### D-Finale
| Rang | Athletin       | Land           |
| ---- | -------------- | -------------- |
| 1    | Doresia Krings | Österreich     |
| 2    | Doris Günther  | Österreich     |
| 3    | Zoe Gillings   | Großbritannien |
| 4    | Karine Ruby    | Frankreich     |

#### C-Finale
| Rang | Athletin             | Land        |
| ---- | -------------------- | ----------- |
| 1    | Isabel Clark Ribeiro | Brasilien   |
| 2    | Déborah Anthonioz    | Frankreich  |
| 3    | Olivia Nobs          | Schweiz     |
| 4    | Katharina Himmler    | Deutschland |

#### B-Finale
| Rang | Athletin         | Land       |
| ---- | ---------------- | ---------- |
| 1    | Mellie Francon   | Schweiz    |
| 2    | Maria Danielsson | Schweden   |
| 3    | Yuka Fujimori    | Japan      |
| 4    | Marie Laissus    | Frankreich |

#### A-Finale
| Rang | Athletin           | Land               |
| ---- | ------------------ | ------------------ |
| 1    | Tanja Frieden      | Schweiz            |
| 2    | Lindsey Jacobellis | Vereinigte Staaten |
| 3    | Dominique Maltais  | Kanada             |
| 4    | Maëlle Ricker      | Kanada             |